# 알렉스 자하라

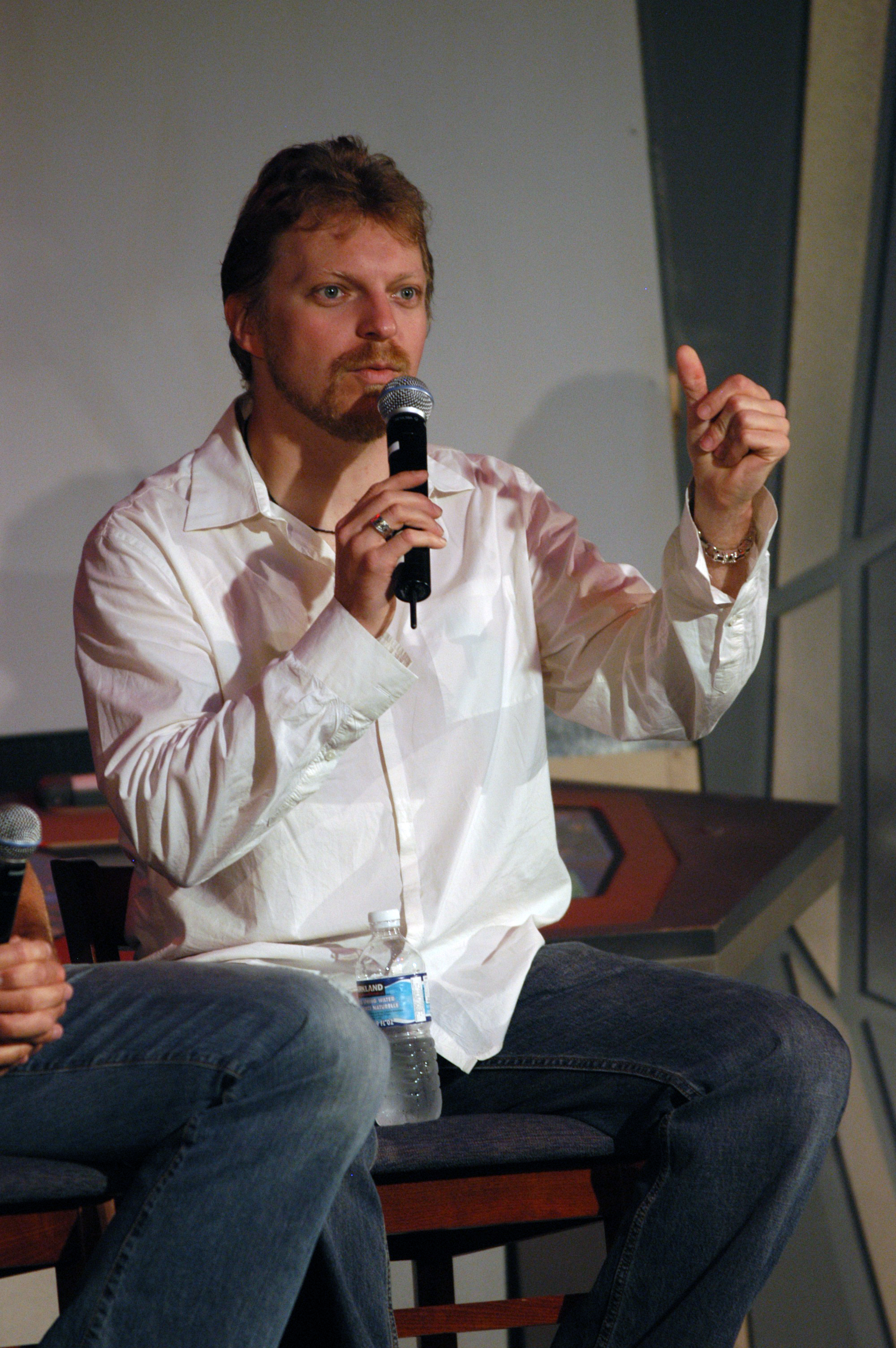

앨릭스 저하라(Alex Zahara, 영어 발음: /zəˈhɑːrə/, 1953년 1월 1일 ~ )는 캐나다의 배우, 성우이다.
그랜디프레리에서 태어났다.

## 출연 작품
- 브레인 온 파이어 (2017년) - 앨런 역
- 톰보이리벤저 (2016년) - 블라디미르 고스키 역
- 나인스 라이프 (2016년) - 나바라 역
- 더 맨 인 더 하이 캐슬 (2015년)
- 빙하기:지구 파멸의 날 (2014년)
- 론섬 도브 처치 (2014년) - 헨리 역
- 혼스 (2014년) - Dr. 레널드 역
- 낫 인디언 이너프 (2013년)
- 크리스마스 스토리 2 (2012년)
- 쓰레기 (2012년) - 타미 역
- 메가 사이클론 스톰 (2012년) - 제이콥 역
- 딥 임팩트 파이널  (2011년)
- 하우스 (2011년) - 캐빈 역
- 시티워 (2011년) - 그리거 역
- 건리스 (2010년)
- 리버월드 (2010년)
- 아이스 토네이도 (2009년) - 데이먼 역
- 2012 (2009년)
- 신데렐라 스토리 2 (2008년)
- 오거 (2008년)
- 스톰 셀 (2008년)
- 오거 (2008, Ogre)
- 서비어드 (2005년) - 스미스 역
- 오픈 레인지 (2003년)
- 킬 미 레이터 (2001년)
- 터뷸런스 3 (2001년)
- 클루리스 2 (1999년)
- 13번째 전사 (1999년)

### 텔레비전
- 다크 엔젤 (2001)
- 마스터즈 오브 호러 - 사슴 여인 편 (2005)